# Corta de Lagunazo
La Corta de Lagunazo es un yacimiento minero español situado en la zona de Tharsis, dentro del término municipal de Alosno, en la provincia de Huelva. Llegó a estar activo durante la segunda mitad del siglo XIX, si bien en la actualidad se encuentra inactivo. La corta tiene unas dimensiones de 390 metros de longitud y 170 metros de anchura, mientras que las dimensiones del lago son 320 metros de longitud y 120 metros de anchura.
Desde 2014 la Corta de Lagunazo está incluida como Bien de Interés Cultural en el Catálogo General del Patrimonio Histórico Andaluz.

## Historia
Desde mediados del siglo XIX se habían realizado labores subterráneas para la extracción de pirita en la mina Lagunazo. No obstante,  a partir de 1880 se puso en marcha la explotación a cielo abierto y se dio inicio desde entonces a una extracción de mayor intensidad. En ese año la zona de Lagunazo pasó a manos de la Sociedad de Minas de Cobre del Alosno, empresa de capital francés. Aunque los principales trabajos se realizaban a cielo abierto, en esta área también se mantuvieron los labores subterráneas mediante huecos y pilares. En 1895 la británica Tharsis Sulphur and Copper Company Limited se hizo con el control del yacimiento. Las labores mineras en Lagunazo cesaron en 1902. La corta quedó abandonada, tras lo cual se fue inundando de forma progresiva.